# Bernardia colombiana
Bernardia colombiana är en törelväxtart som beskrevs av Léon Camille Marius Croizat. Bernardia colombiana ingår i släktet Bernardia och familjen törelväxter.
Artens utbredningsområde är Colombia. Inga underarter finns listade i Catalogue of Life.